# تئودوسیوس پسر موریس
تئودوسیوس (به یونانی: Θεοδόσιος) بزرگترین پسر امپراتور موریس بود و از سال ۵۹۰ تا زمان رسیدن و اعدامش در طی یک شورش نظامی در نوامبر ۶۰۲، دستیار امپراتور بود. همراه با پدرزنش ژرمانوس، او در مدت کوتاهی به عنوان جانشین موریس توسط نیروهای نظامی پیشنهاد شد، اما ارتش در نهایت به جای آن فوکاس را ترجیح داد. تئودوسیوس چند روز پس از مرگ موریس توسط طرفداران فوکاس دستگیر و اعدام شد. با این وجود، شایعات زیادی مبنی بر اینکه او از اعدام جان سالم به در برده و به دربار خسروپرویز پناهنده شده گسترش یافت.

## شایعه پناهندگی به ایران
پس از کشته شدن موریس و تمامی اعضای خانواده‌اش توسط فوکاس، شایعاتی پیرامون فرار کردن و زنده ماندن تئودوسیوس گسترش یافت. ادعا شد که پدرزنش، ژرمانوس، به یکی از فرماندهان فوکاس به نام اسکندر، رشوه داده بود تا تئودوسیوس را آزاد کند. طی این داستان تئودوسیوس فرار می‌کند و به لازیکا رسید و در همان‌جا در گذشت. تئوفیلاکت سیموکاتا گزارش می‌دهد که او این شایعات را کاملاً بررسی کرده و آنها را نادرست یافته‌است
با این حال، نارسس، فرماندار استان میان‌رودان که از هرج و مرج پیش آمده در بیزانس استفاده کرده بود و با شورش علیه فوکاس شهر ادسا را تصرف کرده بود از این شایعات استفاده کرد. او ادعا کرد که تئودوسیوس زنده است و او برایش مبارزه می‌کند. خبر این داستان به خسروپرویز رسید و او نیز از این داستان به این شکل که تئودوسیوس به وی پناهنده شده و از خسرو درخواست کمک کرده‌است بهانه‌ای برای تهاجم خود به بیزانس ساخت و ادعا کرد که برای خونخواهی موریس و خانواده اش جنگ را آغاز کرده‌است تا تئودوسیوس را به عنوان امپراتور بر حق بر تخت قرار بنشاند.